# Маршаллвілл (Джорджія)
Маршаллвілл (англ. Marshallville) — місто (англ. city) в США, в окрузі Мейкон штату Джорджія. Населення — 1048 осіб (2020).

## Географія
Маршаллвілл розташований за координатами 32°27′31″ пн. ш. 83°56′23″ зх. д. / 32.45861° пн. ш. 83.93972° зх. д. (32.458563, -83.939765).  За даними Бюро перепису населення США в 2010 році місто мало площу 8,18 км², з яких 8,09 км² — суходіл та 0,08 км² — водойми.

## Демографія
Згідно з переписом 2010 року, у місті мешкало 1448 осіб у 610 домогосподарствах у складі 388 родин. Густота населення становила 177 осіб/км².  Було 724 помешкання (89/км²).
Расовий склад населення:
| - 75,6 % — чорних або афроамериканців - 23,1 % — білих - 0,1 % — корінних американців - 0,1 % — азіатів |

До двох чи більше рас належало 0,9 %. Частка іспаномовних становила 1,5 % від усіх жителів.
За віковим діапазоном населення розподілялося таким чином: 21,7 % — особи молодші 18 років, 62,1 % — особи у віці 18—64 років, 16,2 % — особи у віці 65 років та старші. Медіана віку мешканця становила 42,5 року. На 100 осіб жіночої статі у місті припадало 86,6 чоловіків;  на 100 жінок у віці від 18 років та старших — 86,2 чоловіків також старших 18 років.
Середній дохід на одне домашнє господарство  становив 38 885 доларів США (медіана — 32 708), а середній дохід на одну сім'ю — 48 538 доларів (медіана — 43 409). Медіана доходів становила 31 488 доларів для чоловіків та 23 245 доларів для жінок. За межею бідності перебувало 29,0 % осіб, у тому числі 32,0 % дітей у віці до 18 років та 18,9 % осіб у віці 65 років та старших.
Цивільне працевлаштоване населення становило 524 особи. Основні галузі зайнятості: освіта, охорона здоров'я та соціальна допомога — 31,5 %, роздрібна торгівля — 15,8 %, виробництво — 13,4 %.